# 傑克遜維爾 (密蘇里州)
傑克遜維爾（英語：Jacksonville）是位於美國密蘇里州蘭道夫縣的村。

## 人口
根據2020年美國人口普查的數據，傑克遜維爾的面積為0.29平方千米，皆為陸地。當地共有人口122人，而人口密度為每平方千米421人。